# Calephelis borealis
Calephelis borealis is een vlindersoort uit de familie van de prachtvlinders (Riodinidae), onderfamilie Riodininae.
Calephelis borealis werd in 1866 beschreven door Grote & Robinson.